# Confédération générale italienne du travail
Pour les articles homonymes, voir Confédération générale du travail (homonymie).
La Confédération générale italienne du travail (Confederazione Generale Italiana del Lavoro, CGIL) est un syndicat italien créé en 1944 en continuation de la Confédération générale du travail (CGdL) créée en 1906 et dissoute en 1925. Elle est affiliée à la Confédération européenne des syndicats et à la Confédération syndicale internationale.

## Histoire (avant 1940)
Sur la lancée des mouvements agraires qui se développent en Italie à partir de 1900 (qui avait déjà donné naissance à une éphémère Confédération des travailleurs de la terre) et de l'influence grandissante du mouvement socialiste qui produit nombre d'organisateurs syndicaux, la Confédération générale du travail est fondée en 1906 avec la participation de socialistes et de syndicalistes révolutionnaires. Ces derniers, minoritaires au congrès, préfèrent la quitter en laissant ainsi, et de manière définitive, l'hégémonie aux socialistes. Le syndicat sera désormais majoritaire dans le pays. Jusqu'en 1912, des chambres du travail d'orientation syndicaliste révolutionnaire essaie de faire de l'entrisme, sans grand succès. Structuré en fédérations de métier, la CGdL organise surtout les ouvriers qualifiés des villes, mais aussi, à travers la fédération des métallos (FIOM), les métallurgistes. Avant 1914, la Confédération est dirigées par des socialistes réformistes. Elle adopte une attitude d'indépendance formelle vis-à-vis du parti socialiste, généralement plus à gauche. Après la guerre, la direction demeure réformiste et empêche la transformation des mouvements sociaux en mouvements politiques insurrectionnels, mais la Confédération compte dans ses rangs des communistes et même des anarchistes. Elle est au centre des mouvements de grève et d'occupation d'usines en 1919 et 1920. Elle est dissoute par le gouvernement fasciste en 1925.

## Histoire (après 1940)
La CGIL est fondée en juin 1944 autour de Giuseppe Di Vittorio pour les communistes, Achille Grandi pour les démocrates-chrétiens et Emilio Canevari pour les socialistes. Du 28 janvier au 1er février 1945 se tient à Naples le congrès de la CGIL Unitaire de la zone libre, Giuseppe Di Vittorio, ex-syndicaliste révolutionnaire et depuis communiste, est élu premier secrétaire national de la nouvelle organisation. La CGIL Unitaire participe aussitôt activement à la reconstruction politique et sociale de l'Italie démocratique d'après-guerre.
Mais le climat politique se tend après les élections politiques d'avril 1948 tandis que le climat de guerre froide exacerbe les conflits internes. En octobre 1948, l'aile chrétienne-démocrate décide la scission et crée une nouvelle confédération, la CISL. Un peu plus tard, l'aile socialiste et républicaine quitte à son tour la CGIL pour fonder l'UIL en 1950. La période « unitaire » de la CGIL s'achève et la confédération reste alors proche du courant communiste.
En 2006, elle revendique 5 650 942 adhérents et tient son 15e congrès du 1er au 4 mars 2006.
En 2015, elle revendique 5 539 472 adhérents dont presque 3 millions de retraités, soit 53 % des adhérents (2 938 956 sont des adhérents du SPI).
Des militants de l'organisation d’extrême droite Forza Nuova attaquent et dévastent le siège national de la CGIL à Rome en octobre 2021.

## Pression mafieuse sur la CGIL
Le 11 septembre 2002, la police découvre une bouteille incendiaire à proximité du siège de la CGIL de Realmonte, en Sicile. Elle vise à faire fléchir Aldo Francesco Mucci, syndicaliste qui défend un projet de reclassement des mineurs de sel gemme siciliens dans le secteur public.

## Secrétaires nationaux
- 1906-1918 : Rinaldo Rigola
- 1918-1925 : Ludovico D'Aragona
- 1944-1957 : Giuseppe Di Vittorio
- 1957-1970 : Agostino Novella
- 1970-1986 : Luciano Lama
- 1986-1988 : Antonio Pizzinato
- 1988-1994 : Bruno Trentin
- 1994-2002 : Sergio Cofferati
- 2002-2010 : Guglielmo Epifani
- Depuis 2010 : Susanna Camusso[5]